# Municipio de Robeson
El municipio de Robeson (en inglés: Robeson Township) es un municipio ubicado en el condado de Berks en el estado estadounidense de Pensilvania. En el año 2000 tenía una población de 6.869 habitantes y una densidad poblacional de 78.2 personas por km².

## Geografía
El municipio de Robeson se encuentra ubicado en las coordenadas 40°15′30″N 75°51′59″O / 40.25833, -75.86639.

## Demografía
Según la Oficina del Censo en 2000 los ingresos medios por hogar en la localidad eran de $54,395 y los ingresos medios por familia eran $60,154. Los hombres tenían unos ingresos medios de $48,068 frente a los $28,904 para las mujeres. La renta per cápita para la localidad era de $22,550. Alrededor del 4,2% de la población estaba por debajo del umbral de pobreza.